# 時間之河
| 評論得分 | 評論得分 |
| 來源     | 評分     |
| -------- | -------- |
| Allmusic | [ 1 ]    |

《时间之河》（英語：Beyond the Sundial）是美国新世纪音乐钢琴家凱文·柯恩的第二张专辑。与他的前一张和后一张专辑相同，这一张也是器乐专辑。这张专辑发布于1997年4月8日。

## 专辑曲目
所有曲目均由凯文·柯恩作曲。
1. "时间之河" – 4:22
2. "柔光" - 3:11
3. "时空交会" - 5:14
4. "轻舞飞扬" - 3:33
5. "爱的小夜曲" - 5:53
6. "永恒的记忆" - 4:17
7. "绿影迷踪" - 3:19
8. "回归" - 5:15
9. "日光甦醒" - 4:08
10. "寻觅" - 4:24
11. "直到永远" - 5:32